# Кольйок
Кольйок, выше озера Канентъявр — Нерентъяврйок — река в России, протекает в Кольском районе Мурманской области. Устье реки находится в 62 км по левому берегу реки Териберка. Длина реки составляет 43 км, площадь водосборного бассейна 343 км².

## Данные водного реестра
По данным государственного водного реестра России относится к Баренцево-Беломорскому бассейновому округу, водохозяйственный участок реки — реки бассейна Баренцева моря от восточной границы реки Печенга до западной границы бассейна реки Воронья, без рек Тулома и Кола. Речной бассейн реки — бассейны рек Кольского полуострова, впадает в Баренцево море.
Код объекта в государственном водном реестре — 02010000612101000003258.